# Csaba László
Csaba László (Odorheiu Secuiesc, 13 februari 1963) is een Hongaarse trainer en voormalig voetballer. In 2012 werd hij benoemd tot bondscoach van Litouwen als opvolger van Raimondas Žutautas, om een jaar later alweer af te zwaaien. Hij werd opgevolgd door zijn assistent Igoris Pankratjevas.

## Carrière

### Speler
Als speler speelde László voor verscheidene clubs uit Hongarije, West-Duitsland en Roemenië. De in Roemenië geboren Hongaar zette op 27-jarige leeftijd een punt achter zijn spelersloopbaan. Een ernstige knieblessure was de boosdoener.

### Trainer
Na zijn carrière als speler ging László aan de slag als trainer. Hij behaalde een UEFA-trainersdiploma en begon in Duitsland bij BW Kerpen. Na een periode bij Tus Grevenbroich belandde de Hongaar bij Borussia Mönchengladbach. Hij werd er coach van het beloftenelftal en ontdekte er onder andere Marcell Jansen, Eugen Polanski en Tobias Levels.
In 2004 werd hij coach van Ferencvárosi TC. Ondertussen fungeerde hij bij de Hongaarse nationale ploeg als assistent van bondscoach Lothar Matthäus. Met Ferencvárosi haalde hij goede Europese resultaten, waarna hij in zijn thuisland werd uitgeroepen tot Trainer van het Jaar. Toen de club nadien met financiële problemen kampte, stapte hij op. Hij trok naar FC Sopron, waar hij na enkele maanden wegging.
Na Sopron werd László bondscoach van Oeganda, als opvolger van de Egyptenaar Muhammed Abbas. Met de nationale ploeg van het Oost-Afrikaanse land wist hij zich niet te kwalificeren voor de Afrika Cup van 2008. Het team werd in december 2007 wel derde in de strijd om de CECAFA Cup. Hij trad na 27 duels in juli 2008 terug en werd opgevolgd door Bobby Williamson.
| Interlands Oeganda onder leiding van Csaba László | Interlands Oeganda onder leiding van Csaba László | Interlands Oeganda onder leiding van Csaba László | Interlands Oeganda onder leiding van Csaba László | Interlands Oeganda onder leiding van Csaba László | Interlands Oeganda onder leiding van Csaba László |
| №                                                 | Datum                                             | Wedstrijd                                         | Uitslag                                           | Competitie                                        |                                                   |
| ------------------------------------------------- | ------------------------------------------------- | ------------------------------------------------- | ------------------------------------------------- | ------------------------------------------------- | ------------------------------------------------- |
| 1                                                 | 26.07.2006                                        | Rwanda – Oeganda                                  | 1 – 1                                             | Vriendschappelijk                                 |                                                   |
| 2                                                 | 05.08.2006                                        | Oeganda – Botswana                                | 0 – 0                                             | Vriendschappelijk                                 |                                                   |
| 3                                                 | 16.08.2006                                        | Libië – Oeganda                                   | 3 – 2                                             | Vriendschappelijk                                 |                                                   |
| 4                                                 | 29.08.2006                                        | Oeganda – Burkina Faso                            | 0 – 0                                             | Vriendschappelijk                                 |                                                   |
| 5                                                 | 29.08.2006                                        | Oeganda – Lesotho                                 | 3 – 0                                             | AC-kwalificatie                                   |                                                   |
| 6                                                 | 08.10.2006                                        | Niger – Oeganda                                   | 0 – 0                                             | AC-kwalificatie                                   |                                                   |
| 7                                                 | 27.11.2006                                        | Oeganda – Soedan                                  | 2 – 1                                             | CECAFA Cup                                        |                                                   |
| 8                                                 | 30.11.2006                                        | Oeganda – Rwanda                                  | 1 – 0                                             | CECAFA Cup                                        |                                                   |
| 9                                                 | 03.12.2006                                        | Somalië – Oeganda                                 | 0 – 2                                             | CECAFA Cup                                        |                                                   |
| 9                                                 | 06.12.2006                                        | Malawi – Oeganda                                  | 0 – 0                                             | CECAFA Cup                                        |                                                   |
| 10                                                | 08.12.2006                                        | Oeganda – Soedan                                  | 2 – 2                                             | CECAFA Cup                                        |                                                   |
| 11                                                | 10.12.2006                                        | Oeganda – Rwanda                                  | 0 – 0                                             | CECAFA Cup                                        |                                                   |
| 12                                                | 24.03.2007                                        | Nigeria – Oeganda                                 | 1 – 0                                             | AC-kwalificatie                                   |                                                   |
| 13                                                | 26.05.2007                                        | Oeganda – Tanzania                                | 1 – 1                                             | Vriendschappelijk                                 |                                                   |
| 14                                                | 02.06.2007                                        | Oeganda – Nigeria                                 | 2 – 1                                             | AC-kwalificatie                                   |                                                   |
| 15                                                | 19.06.2007                                        | Lesotho – Oeganda                                 | 0 – 0                                             | AC-kwalificatie                                   |                                                   |
| 16                                                | 01.09.2007                                        | Tanzania – Oeganda                                | 1 – 0                                             | Vriendschappelijk                                 |                                                   |
| 17                                                | 08.09.2007                                        | Oeganda – Niger                                   | 3 – 1                                             | AC-kwalificatie                                   |                                                   |
| 18                                                | 09.12.2007                                        | Oeganda – Djibouti                                | 7 – 0                                             | CECAFA Cup                                        |                                                   |
| 19                                                | 11.12.2007                                        | Oeganda – Rwanda                                  | 2 – 0                                             | CECAFA Cup                                        |                                                   |
| 20                                                | 14.12.2007                                        | Oeganda – Eritrea                                 | 2 – 3                                             | CECAFA Cup                                        |                                                   |
| 21                                                | 18.12.2007                                        | Kenia – Oeganda                                   | 1 – 1                                             | CECAFA Cup                                        |                                                   |
| 22                                                | 20.12.2007                                        | Rwanda – Oeganda                                  | 1 – 0                                             | CECAFA Cup                                        |                                                   |
| 23                                                | 22.12.2007                                        | Oeganda – Burundi                                 | 2 – 0                                             | CECAFA Cup                                        |                                                   |
| 24                                                | 26.03.2008                                        | Oeganda – Libië                                   | 1 – 1                                             | Vriendschappelijk                                 |                                                   |
| 25                                                | 31.05.2008                                        | Oeganda – Niger                                   | 1 – 0                                             | WK-kwalificatie                                   |                                                   |
| 26                                                | 08.06.2008                                        | Benin – Oeganda                                   | 4 – 1                                             | WK-kwalificatie                                   |                                                   |
| 27                                                | 14.06.2008                                        | Oeganda – Angola                                  | 3 – 1                                             | WK-kwalificatie                                   |                                                   |

Vervolgens ging László aan de slag bij Heart of Midlothian. Toen hij in Schotland een contract tekende, was dat niet naar de zin van de Oegandese voetbalbond. Volgens hen hield László zich niet aan de afspraken die hij als bondscoach had gemaakt. Ondanks de kleine controverse kon hij toch beginnen bij Heart of Midlothian. Zijn eerste transfer was David Obua, een Oegandees die hij kende van de nationale ploeg. In het seizoen 2008/09 werd László met 'Hearts' derde in het eindklassement en plaatste zich zo voor de Europa League. László werd door de Schotse voetbalbond en voetbalpers uitgeroepen tot Trainer van het Jaar. In het volgende seizoen bleven resultaten. In januari 2010 werd hij aan de deur gezet. De Hongaarse Roemeen was niet tevreden met deze beslissing en stapte naar de rechter.
In september 2010 haalde voorzitter Abbas Bayat hem naar Sporting Charleroi. László werd er de opvolger van Tibor Balog, enkele dagen de ontslagen Jacky Mathijssen had vervangen. László kon bij de Zebra's het tij niet keren. Charleroi was in de reguliere competitie op twee speeldagen voor het einde zeker van de laatste plaats, waardoor hij aan de deur werd gezet. Balog werd zijn vervanger.
Als bondscoach van Litouwen (2012-2013) behaalde László slechts twee overwinningen in zestien duels.
| Interlands Litouwen onder leiding van Csaba László | Interlands Litouwen onder leiding van Csaba László | Interlands Litouwen onder leiding van Csaba László | Interlands Litouwen onder leiding van Csaba László | Interlands Litouwen onder leiding van Csaba László | Interlands Litouwen onder leiding van Csaba László |
| №                                                  | Datum                                              | Wedstrijd                                          | Uitslag                                            | Competitie                                         |                                                    |
| -------------------------------------------------- | -------------------------------------------------- | -------------------------------------------------- | -------------------------------------------------- | -------------------------------------------------- | -------------------------------------------------- |
| 1                                                  | 29.05.2012                                         | Litouwen – Rusland                                 | 0 – 0                                              | Vriendschappelijk                                  |                                                    |
| 2                                                  | 01.06.2012                                         | Letland – Litouwen                                 | 5 – 0                                              | Baltic Cup                                         |                                                    |
| 3                                                  | 03.06.2012                                         | Estland – Litouwen                                 | 1 – 0                                              | Baltic Cup                                         |                                                    |
| 4                                                  | 07.06.2012                                         | Wit-Rusland – Litouwen                             | 1 – 1                                              | Vriendschappelijk                                  |                                                    |
| 5                                                  | 15.08.2012                                         | Macedonië – Litouwen                               | 1 – 0                                              | Vriendschappelijk                                  |                                                    |
| 6                                                  | 07.09.2012                                         | Litouwen – Slowakije                               | 0 – 0                                              | WK-kwalificatie                                    |                                                    |
| 7                                                  | 11.09.2012                                         | Griekenland – Litouwen                             | 2 – 0                                              | WK-kwalificatie                                    |                                                    |
| 8                                                  | 12.10.2012                                         | Liechtenstein – Litouwen                           | 0 – 2                                              | WK-kwalificatie                                    |                                                    |
| 9                                                  | 16.10.2012                                         | Bosnië en Herzegovina – Litouwen                   | 3 – 0                                              | WK-kwalificatie                                    |                                                    |
| 10                                                 | 14.11.2012                                         | Armenië – Litouwen                                 | 4 – 2                                              | Vriendschappelijk                                  |                                                    |
| 11                                                 | 22.03.2013                                         | Slowakije – Litouwen                               | 1 – 1                                              | WK-kwalificatie                                    |                                                    |
| 12                                                 | 26.03.2013                                         | Albanië – Litouwen                                 | 4 – 1                                              | Vriendschappelijk                                  |                                                    |
| 13                                                 | 07.06.2013                                         | Litouwen – Griekenland                             | 0 – 1                                              | WK-kwalificatie                                    |                                                    |
| 14                                                 | 14.08.2013                                         | Luxemburg – Litouwen                               | 2 – 1                                              | Vriendschappelijk                                  |                                                    |
| 15                                                 | 06.09.2013                                         | Letland – Litouwen                                 | 2 – 1                                              | WK-kwalificatie                                    |                                                    |
| 16                                                 | 10.09.2013                                         | Litouwen – Liechtenstein                           | 2 – 0                                              | WK-kwalificatie                                    |                                                    |